# Rutger Jan Schimmelpenninck
Rutger Jan Schimmelpenninck (Deventer, 31 de octubre de 1761-Ámsterdam, 15 de febrero de 1825) fue un jurista, político, diplomático y hombre de Estado neerlandés.

## Biografía
Ejerció la abogacía en Ámsterdam. En 1795 fue miembro de la magistratura municipal de Ámsterdam. En la Asamblea Nacional de la República Bátava propuso la adopción de medidas moderadas; en 1798 fue embajador en París, en 1801 en Londres y en 1802 representó a la República Bátava en las negociaciones del tratado de Amiens.
Más tarde, legado en París, captó la confianza de Napoleón I, quien le encargó redactar una nueva constitución neerlandesa. A continuación, en 1805, fue nombrado gran pensionario por el Uitvoerend Bewind (Autoridad Ejecutiva), poniéndose al frente de la República Bátava. 
Introdujo importantes mejoras en varios de los servicios del Estado, en particular en materia de instrucción pública; pero en 1806 Napoleón I propuso como rey a su hermano Luis Bonaparte, instaurando el Reino de Holanda y nombrando a Schimmelpenninck como miembro de la primera cámara. 
En 1810 Napoleón le nombró conde imperial y senador del Primer Imperio francés. 
Tras la caída de Napoleón, fue elegido senador de los Estados Generales del recién formado Reino Unido de los Países Bajos el 21 de septiembre de 1815. Ocupó este cargo hasta que lo abandonó debido a una enfermedad en la vista en 1820, abandonando la vida pública. Falleció en Ámsterdam en 1825.